# Kirguistán en los Juegos Olímpicos de Vancouver 2010
Kirguistán estuvo representado en los Juegos Olímpicos de Vancouver 2010 por dos deportistas, un hombre y una mujer, que compitieron en dos deportes.
El portador de la bandera en la ceremonia de apertura fue el esquiador alpino Dmitry Trelevsky. El equipo olímpico kirguís no obtuvo ninguna medalla en estos Juegos.